# Thin & Economical System
Thin & Economical System（スィン アンド エコノミカル システム）は、ガスを燃料とする温水によるセントラル暖房システム（給湯機能を有する場合も）の名称。略称はTES（テス）。主に大手ガス事業者によって普及が図られてきたシステムであり、近年では新築されるマンションのうち、オール電化でない物件のほとんどが採用している。

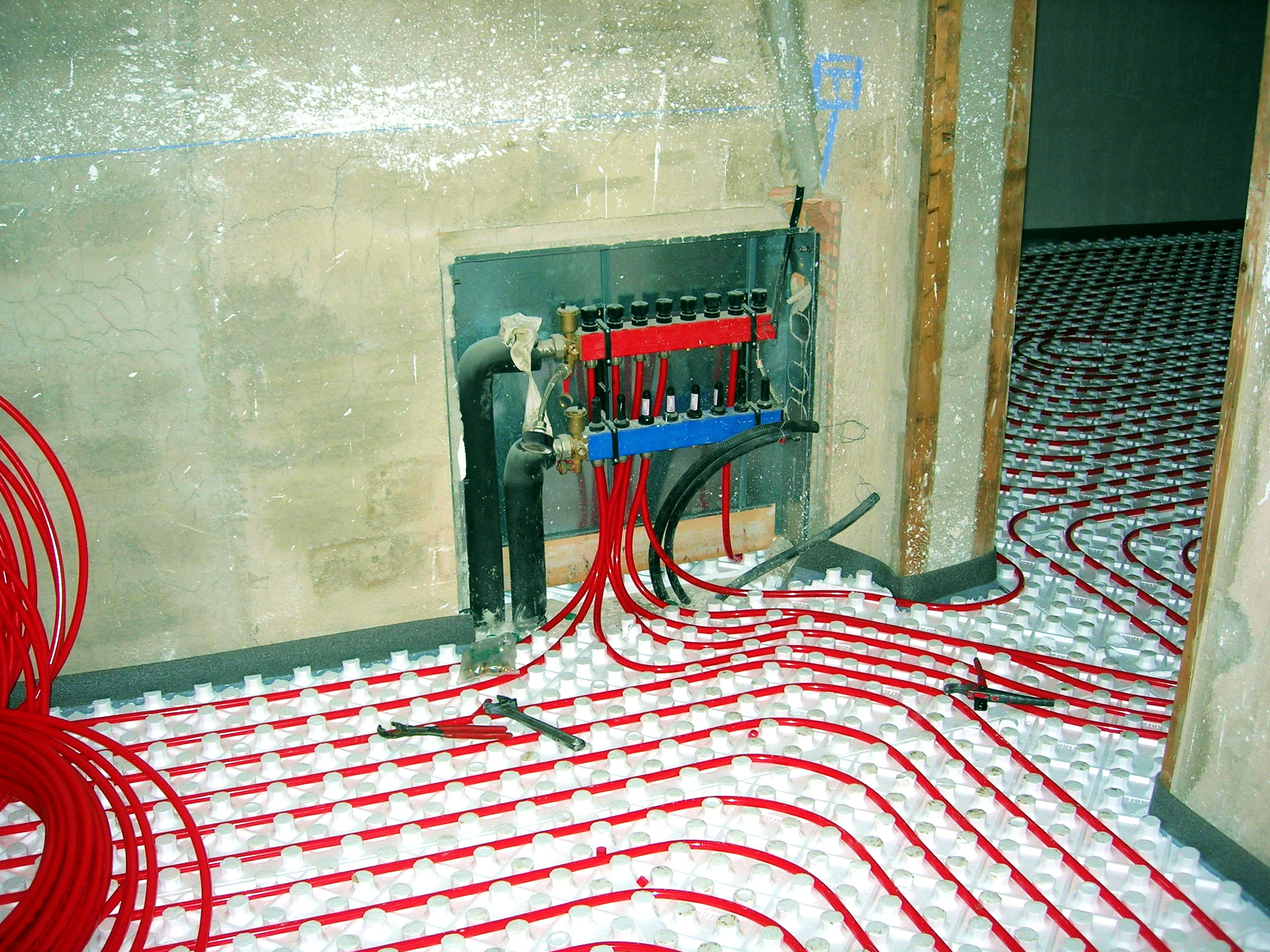
TES施工前

なお東京ガスでは、TokyoGas Eco System の略称ともしている。他に東京ガス以外のガス事業者では、同じシステムに別の名前を付けているところもある（例：大阪ガスではエックス・プリオールなど）。

## 特徴
- ガスを燃料とする熱源機で温水を作り、室内の暖房端末に供給し、暖房を行うシステムである。室内に設置された暖房端末の熱源は温水となるため、ガスや石油の燃焼による暖房機のような換気が不要であることを特徴とする。
- システム上、暖房が必要な場所への温水配管が必要となり、新築時にあらかじめ用意しておく必要がある。なお、既築の建物への後付けも可能。昨今、イニシャルコストが安価になり始めている。

## システム
- 熱源機で作られた温水を暖房端末に送り、熱が奪われた温水が再び熱源機に戻る、温水循環による暖房システムである。通常の暖房端末に供給する温水の温度は80度であるが、床暖房は60度となっている。
- 熱源機と暖房端末は通信線によって結ばれ、暖房端末の操作で熱動弁と呼ばれる作動弁の開閉によって熱源機が自動的に運転される。
- 通信方式は大手都市ガス会社、熱源機・暖房端末メーカーによる共通仕様のE-CON通信またはインテリジェント通信と呼ばれる方式で、この規格による熱源機と暖房端末はメーカーを問わず接続・運転が可能である。
- 床暖房は熱動弁付きの熱動弁ヘッダーと呼ばれる分岐継手を熱源機の往き側に設置するが、浴室暖房乾燥機やファンコンベクターなどの温風端末は端末内部に組み込まれている。

## 熱源機
都市ガスまたはLPガスを燃料として温水を作る装置で、接続する暖房端末に応じて80度また60度の温水を作る。近年の熱源機は80度と60度を同時に作る事ができる2温度タイプが主流となっている。また、暖房の熱源だけではなく、給湯やふろの湯張り、追い焚きの機能を併せて持つ物が主流である。
専用熱源機
文字通り、暖房のためだけの機能を持った器具。
給湯暖房熱源機
風呂給湯器に熱源機の機能を持ち合わせた器具で、バーナー上部の熱交換器と呼ばれる水に火を当てる缶体の釜が2つあり、用途は給湯・暖房に分かれている。暖房用の熱交換器内部に追い焚き用の熱交換器が内蔵されており、2缶3水式と呼ばれるが、追い焚き機能が無い物もある。(風呂給湯器は給湯・追い焚きの熱交換器で2缶2水と呼ばれている。)まれに、暖房用の温水循環を用いて風呂の追い炊きをすることもある。
温水管の接続については多くがヘッダーを内蔵しており、80度用の高温用の往き戻りと、熱動弁ヘッダー内蔵タイプでは60度温水端末の床暖房用に低温用の往き戻りの接続口がある。
エコウィル
家庭用発電機と給湯器しての機能を持つ画期的な機械だが、温水暖房の熱源機としても使用できる。
貯湯ユニットと発電ユニットに分かれており、2つの製品が有る。
現在、貯湯ユニットをノーリツと長府が作っており、発電ユニットはHONDAのガスエンジンが採用されている。
燃料電池「エネファーム」
パナソニックが開発した、天然ガス(都市ガス13A)での家庭用燃料電池（発売当初の商品名は「ライフエル（LIFUEL）」）。エコウィルと同様で、熱源機の機能も持つ。
東京ガスや東邦ガスなどにはパナソニックから、また大阪ガスなどには東芝燃料電池システムやENEOSセルテックから製品供給を受けている（いずれも長府製作所からのOEM供給）。

## 暖房端末
主な暖房端末として次のような物がある。

### 床暖房
床の内部に温水が通るパイプが組み込まれた温水マットという完成品を張り巡らし、床全体を60度の温水で暖める。床の表面温度は25度程度まで上がり、低温火傷などの心配が無い。
敷設率が決まっており、戸建住宅において通常の広さについては床面積に対し70～80％で設計をする。集合住宅においては1Fと最上階を除き、60 - 70％で設計をすることになっている。
床暖房の敷き設工法は大きくふたつに分かれており、新築用の床暖房と既築住宅用の後付床暖房(はやわざ)がある。仕上げ材も種類があり、フローリング仕上げ・コルク仕上げ・畳仕上げ・カーペット仕上げ・タイル仕上げなどがあり、在来工法の浴室の洗い場などにも敷設できる。

### パネルヒータ
温水を通すパネルからの輻射熱による暖房機。横型や縦型がある。

### ファンコンベクター（温水ルームヒーター）
温水を通す熱交換器に電動ファンが取り付けられており、温風による暖房を行う。
システムキッチンのシンク下などに設置できる足下設置タイプや、壁に埋め込められるタイプ、ファンヒーターのように持ち運び収納が出来るタイプまである。

### 浴室乾燥機
入浴していない時の浴室内を有効活用し衣類乾燥機として用いる事が出来るようになる。「バス乾」と呼ばれる。

### 浴室乾燥暖房機
浴室乾燥機に暖房の機能を付けた物で、暖房・乾燥・涼風・換気の機能があり、入浴前や入浴中の浴室内を暖める物である。入浴していない時には浴室内を有効活用し衣類乾燥機として用いる事も出来る。
近年は脱衣室やトイレも暖房や換気ができる、1室換気・2室換気など、種類も豊富である。換気も24時間換気の機能が付いた物が主流で住宅事情を考慮している。
能力は電気より高く、ランニングコストも経済的とされているところが強みである。老人などの脱衣直後の浴室内での事故を防ぐ効果も注目されているが、昨今、ミストサウナ機能も付いた端末も登場している。パナソニック製の端末ではマイクロ粒子のミストを売りにしており、雑誌など書籍も傷むことなく読めるという。またリンナイ製の浴室暖房乾燥機には、シャープのプラズマクラスター（除菌イオン）発生装置が組み込まれた商品もあり、カビの発生を更に抑える機能を備えさせている。浴室乾燥暖房機も「バス乾」または「バス暖」と呼ばれる。

### ミストサウナ
近年普及が始まった物で、ミスト（霧）によるサウナである。ミストの作り方、加熱の仕方は各メーカーで各種方式があり、ノーリツ・リンナイ・パナソニック電工・ヤマハなどで販売されている。ノーリツや長府製作所のミスト単体製品においては給湯管より温水を調達する。浴室暖房乾燥機の内蔵タイプにも同じように給湯管からミスト用の温水を調達するものがある。

### TESエアコン
通常の電気ヒートポンプによる冷房に加え、暖房や除湿の際に温水を用いるエアコン。除湿は電気ヒートポンプと異なり、全く温度を下げずに除湿する事が可能あるが、かつてはパナソニックや東芝等もOEMという形で供給していたが、現在は暖房時におけるエアコンの性能向上に伴い、電気ヒートポンプ式のエアコンと比べてあまり普及していない。